# World Port Tournament
Het World Port Tournament is een honkbaltoernooi dat sinds 1985 tweejaarlijks in de zomer door de Stichting Rotterdam Baseball wordt georganiseerd in het Neptunus Familiestadion in Rotterdam. Het World Port Tournament wordt afwisselend met de Haarlemse Honkbalweek gehouden. Het toernooi vindt in de oneven jaren plaats. In de even jaren vindt in Haarlem de Haarlemse Honkbalweek plaats.
In 2005 was er geen World Port Tournament in verband met het wereldkampioenschap honkbal dat in september in Nederland plaatsvond. In 2021 was er geen World Port Tournament vanwege de coronapandemie. Er zijn tot nu toe zeventien edities gespeeld.

## Deelnemers
| Jaar | Editie | Winnaar      | 2e                 | 3e          | 4e                  | 5e                     |
| ---- | ------ | ------------ | ------------------ | ----------- | ------------------- | ---------------------- |
| 1985 | 1e     | Havana       | Kobe               | Dallas      | Nederland           | Alpha                  |
| 1987 | 2e     | Havana       | Taiwan             | Nederland   | Osaka               | San Diego              |
| 1989 | 3e     | Nederland    | Baltimore Johnnies | Havana      | Taiwan              | Dallas                 |
| 1991 | 4e     | Baltimore    | Canada             | Havana      | Curaçao             | Nederland              |
| 1993 | 5e     | MLB Allstars | Red Machine        | Nederland   | Canada              | Baltimore              |
| 1995 | 6e     | Havana       | Nederland          | Red Machine | Canada              | Baltimore              |
| 1997 | 7e     | Cuba         | Nederland          | Taiwan      | Baltimore Carrigans | California Stars       |
| 1999 | 8e     | Nederland    | Cuba               | Sullivans   | Taiwan              | vier deelnemers        |
| 2001 | 9e     | Cuba         | Nederland          | Italië      | Taiwan              | Michigan Monarch       |
| 2003 | 10e    | Cuba         | Nederland          | Taiwan      | Eastern Connecticut | Zuid-Afrika            |
| 2007 | 11e    | Cuba         | Taiwan             | Team USA    | Nederland           | Japan                  |
| 2009 | 12e    | Cuba         | Nederland          | Taiwan      | Japan               | vier deelnemers        |
| 2011 | 13e    | Taiwan       | Cuba               | Nederland   | Curaçao             | Duitsland              |
| 2013 | 14e    | Cuba         | Nederland          | Taiwan      | Curaçao             | vier deelnemers        |
| 2015 | 15e    | Cuba         | Nederland          | Curaçao     | Japan Taiwan        | gedeelde vierde plaats |
| 2017 | 16e    | Taiwan       | Japan              | Curaçao     | Nederland           | Cuba                   |
| 2019 | 17e    | Nederland    | Japan              | Taiwan      | Team USA            | Curaçao                |

1985 · 1987 · 1989 · 1991 · 1993 · 1995 · 1997 · 1999 · 2001 · 2003 · 2007 · 2009 · 2011 · 2013 · 2015 · 2017 · 2019